# José Quintín Suzarte
José Quintín Suzarte y Hernández (La Habana, 1819-La Habana, 1888) fue un periodista y escritor cubano.

## Biografía
Nacido en la Habana, fue bautizado el 31 de octubre de 1819. Ingresó de joven en el seminario, donde habría permanecido hasta 1837. Según Calcagno habría sido discípulo de J. V. Betancourt y de D. Delmonte en literatura, de Anacleto Bermúdez en economía política y de José de la Luz Caballero en inglés. En 1838 fundó la Siempreviva con Costales, Bachiller y Morales y Betancourt. También colaboró en El Album de Palma (1829), en Flores de Mayo y Diario Oficial. Fue autor de la novelita El arrepentimiento tardío y de La mujer buena, además de numerosas composiciones en prosa y verso.
En 1839 contrajo matrimonio y por asunto de familia se trasladó a Caracas, donde continuó sus trabajos literarios, como fundador de La Guirnalda, Correo de Caracas, Revista de la Guaira y Diario de Puerto Cabello. Fue nombrado subsecretario de la Cámara del Senado, director del colegio nacional de Cumaná y secretario de Puerto Cabello. La revolución le obligó a emigrar y de Puerto Cabello volvió en 1847 a Cuba, donde continuó sus tareas periodísticas, colaborando en el Diario de la Marina, en el que escribía un folletín dominical y las gacetillas. En 1848 tomó a su cargo El Foro Industrial. En 1852 fundó, asociado con Rafael Mendive, El Artista, y fue colaborador frecuente de La Floresta de Felipe López de Briñas, de Las Brisas de Valdés Aguirre y de La Revista de la Habana de Rafael Mendive, entre otras publicaciones literarias de la época. En 1853 arrendó El Diario de la Habana, en el que siguió la propaganda liberal e hizo una campaña contra la inmigración china.
También intervino en el Correo de la Tarde y El Siglo, cuya vicedirección mantuvo hasta 1863, cuando renunció a ella para fundar el semanal literario El Correo Habanero, cuya publicación suspendió tras ser nombrado director del Instituto de Segunda Enseñanza de Matanzas. Al asumir dicho cargo tomó también la dirección del diario matancero La Aurora del Yumurí, que conservó hasta 1868, cuando se exilió con su familia a consecuencia de la guerra de los Diez Años. Entre sus trabajos publicados en esta última publicación se encontraron una serie de artículos escritos en 1865 en los que se pronunció en contra de la idea de mandar diputados a las Cortes del Reino de España. Emigrado a México, fundó y dirigió en Yucatán El Cuba y en Veracruz El Pueblo y El Criterio Independiente, además de colaborar en los diarios El Siglo XIX y El Federalista, de Ciudad de México. Retornado a Cuba tras la Paz del Zanjón, escribió en 1880 un folleto titulado Cuestiones económicas y en 1882 El Amigo del París, en el que aconsejó el retraimiento del partido liberal. Fue padre del abogado y escritor Florencio Suzarte, fallecido prematuramente. Falleció en 1888 en La Habana.